# 파라즈닥
파라즈닥(641년 경 ~ 710-730년)은 아라비아의 우마이 아조 시대의 시인 가운데 한 명이다. 아크탈, 자리르와 더불어 고대 아라비아어의 유목 시인들의 기풍을 이어받은 3대가 가운데 한 명이다.
파라즈닥은 바스라에서 태어났고 심술쟁이이며 호색가여서 뼈를 찌를 만한 풍자시로 남을 비웃고 꼬집었다. 그 때문에 안주할 곳을 얻지 못하였으나 불우한 알리(마호메트의 조카, 제4대의 정통 칼리프)의 일족과 사회적으로 혜택을 못받은 사람들에 대한 동정 등이 그의 작품 경향이었고, 또한 최대의 천재이기도 했다. 그가 만일 태어나지 않았더라면 아라비아 시어(詩語)의 거의 3분의 1은 영원히 사라져 버렸을 것이라고 평가되고 있다.